# Gare du Cros-de-Cagnes
Gare du Cros-de-Cagnes vasútállomás Franciaországban, Cagnes-sur-Mer településen.

## Vasútvonalak
Az állomást az alábbi vasútvonalak érintik:
- Marseille–Ventimiglia-vasútvonal

## Kapcsolódó állomások
A vasútállomáshoz az alábbi állomások vannak a legközelebb:
- Gare de Saint-Laurent-du-Var
- Gare de Cagnes-sur-Mer